# Долгих, Алексей Валерьевич
Алексей Валерьевич Долгих (19 января 1984, Новосибирск, РСФСР, СССР) — казахстанский и российский хоккеист, нападающий. Выступал за сборную Казахстана на Кубке Европейского вызова 2005 года.
Завершил игровую карьеру в 2011 году.

## Карьера
Воспитанник новосибирского хоккея.
Начал карьеру во второй команде «Авангарда». В 2003 году перешёл в кемеровскую «Энергию». Там провёл 2 сезона. После провёл сезон в «ХК Липецк» и вернулся обратно в Кемерово. Там провёл 1 сезон. После по сезону играл в «Зауралье» и в «Газпром-ОГУ».
в 2008 году перешёл в саратовский «Кристалл». Там провёл 2 сезона. В 2010 году Долгих заключил контракт с уссурийским «Приморье», где и в 2011 году закончил свою карьеру.